# Stuľany
Stuľany este o comună slovacă, aflată în districtul Bardejov din regiunea Prešov. Localitatea se află la altitudinea de 220 m deasupra n.m., se întinde pe o suprafață de 8,12 km2 și în 2017 număra 560 de locuitori.

## Istoric
Localitatea Stuľany este atestată documentar din 1420.

## Demografie
| An:                | 1994 | 2004   | 2014   | 2024   |
| ------------------ | ---- | ------ | ------ | ------ |
| Număr de persoane: | 612  | 604    | 577    | 545    |
| Diferență:         |      | −1,30% | −4,47% | −5,54% |

| An:                | 2023 | 2024   |
| ------------------ | ---- | ------ |
| Număr de persoane: | 534  | 545    |
| Diferență:         |      | +2,05% |